# Wolfach
Wolfach é uma cidade da Alemanha, no distrito de Ortenaukreis, na região administrativa de Freiburg, estado de Baden-Württemberg.